# Aeroportul Darnley Island
Aeroportul Darnley Island (IATA: NLF, ICAO: YDNI) este un aeroport din Torres Strait Island Region⁠(d), Queensland, Australia.
Situat la o altitudine de 45 m, aeroportul dispune de o singură pistă. Este operat de Torres Strait Island Region⁠(d).